# Prioniturus mada
Il codaracchetta di Buru (Prioniturus mada) è un uccello della famiglia degli Psittaculidi, endemico dell'Indonesia.